# Parklife
Pour le titre, voir Parklife (chanson).
Albums de Blur
Modern Life Is Rubbish
(1993) The Great Escape
(1995)
Parklife est le troisième album du groupe pop-rock britannique Blur, sorti le 25 avril 1994. C'est avec cet opus que le groupe parvient à affirmer sa notoriété, déjà croissante à l'époque. Le single Girls & Boys sera un des titres les plus souvent repris en concert, et surtout un des plus connus du groupe.

## Genèse et enregistrement
Après le succès modeste de Modern Life Is Rubbish, second album visant à s'élever face à l'influence de la musique grunge et a redonner de la couleur à la musique britannique, le groupe mené par Albarn reprend le chemin des studios en octobre 1993 pour y enregistrer un troisième album avec leur habituel producteur Stephen Street. Il s'agit donc de Parklife, sorti en avril 1994 soit 4 mois après la fin de son enregistrement. Ce dernier album étant le résultat d'enregistrement au coup par coup avec un groupe qui a fait appel aux influences de chacun : The Kinks pour Damon Albarn, Wire pour Graham Coxon et enfin Duran Duran pour Alex James.

## Liste des titres
1. Girls & Boys
2. Tracy Jacks
3. End of a Century
4. Parklife (avec Phil Daniels)
5. Bank Holiday
6. Badhead
7. The Debt Collector
8. Far Out
9. To the End
10. London Loves
11. Trouble in the Message Centre
12. Clover over Dover
13. Magic America
14. Jubilee
15. This Is a Low
16. Lot 105